# Obwód kustanajski
Obwód kustanajski (kaz. Қостанай облысы, ros. Костанайская область) – jeden z 17 obwodów w Republice Kazachstanu. Powstał w 1936 roku. Znajduje się w północnej części kraju. Stolicą obwodu jest miasto Kustanaj. Populacja całego obwodu wynosi 864 550 osób. Obwód ma powierzchnię 196 000 kilometrów kwadratowych.

## Rejony
- rejon Ałtynsarin
- rejon Amangeldy
- rejon Äulieköl
- rejon Denisow
- rejon Fiodorow
- rejon Kamysty
- rejon Karabałyk
- rejon Karasu
- rejon Kostanaj
- rejon Mengdykara
- rejon Nauryzym
- rejon Saryköl
- rejon Taran
- rejon Uzynköl
- rejon Żangeldy
- rejon Żytykara